# 沢田夏子
沢田 夏子（さわだ なつこ、1968年10月18日 -）は、女優、グラビアアイドル。

## 略歴
雑誌『GORO』（小学館）の創刊15周年を記念して1989年に開催された激写QUEENコンテストでシンデレラ賞を受賞。『GORO』をはじめとする男性誌のヌード・グラビアを中心に活動した。その後は、ピンク映画やオリジナルビデオへの出演が中心となる。
2000年代前半に芸能界をフェードアウトし、不動産会社に8年間勤務後、現在は東京都内の料亭で若女将として働いている。
2012年、『つわものどもの夢のあと 剥き出しセックス、そして…性愛』に友情出演し、約10年ぶりに映画出演を果たした。

## 出演

### 映画
- 微熱 MY LOVE（1990年12月1日）- 河野ますみ 役[3][4]
- 新極道の妻たち 覚悟しいや（1993年1月30日、東映）

### テレビ
- 土曜ワイド劇場 駅弁探偵殺人事件（1992年12月19日、テレビ朝日）
- 月曜・女のサスペンス 女子大生が消えた・AVギャル殺人事件（1993年2月1日、テレビ東京）

### 成人映画
- ザ・本番 性感帯モデル（1991年10月25日、エクセス）
- いやらしい前戯 すごく感じる（1994年7月29日、国映） - 第7回ピンク大賞作品部門5位
- 本番!!ドすけべ夫婦（1995年1月6日、アウトキャスト・プロデュース=新東宝映画）
- ドすけべ母娘（1995年7月14日、国映） - 第8回ピンク大賞作品部門8位
- 青春の悶絶 こんにちはクリスチャン（1995年7月28日、国映）
- わいせつ覗き 見せたがる女（1996年4月12日、国映）
- どすけべ父娘 淫らな性生活（1997年8月29日、国映）
- 団地妻 白昼の不倫（1997年11月28日） - 第10回ピンク大賞作品部門5位、別題名『団地妻快楽図鑑 3人の性くらべ』
- 新・団地妻 不倫は蜜の味（1999年1月29日、国映） - 第12回ピンク大賞作品部門10位
- アナーキー・インじゃぱんすけ 見られてイク女（1999年4月23日、国映=新東宝映画） - 第12回ピンク大賞作品部門1位
- 愛欲温泉 美肌のぬめり（1999年8月27日、国映=新東宝映画） - 第12回ピンク大賞作品部門9位
- 覗かれた不倫妻 主人の目の前で…（1999年11月26日、新東宝映画）
- つわものどもの夢のあと 剥き出しセックス、そして…性愛（2012年1月6日、エクセス・フィルム）[5]

### オリジナルビデオ
- 令嬢流されて（1991年7月1日、日本ビデオ映画）
- ダウンタウン・ガールズ（1991年9月1日、日本ビデオ映画）
- 白昼の処刑（1992年5月15日、東映ビデオ）
- もう ぎりぎり（1992年5月29日、ココナッツボーイ・プロジェクト）
- 新・ピンクのカーテン 2（1992年7月24日、ジャパンホームビデオ）
- サイレントメビウス外伝 幕末闇婦始末記（1993年3月22日、バンダイビジュアル）
- 野々村病院の人々（1996年3月8日、ピンクパイナップル） - 野際美保 役
- 視姦 OL秘性活（1996年3月22日、TMC）
- 快楽通信 Volume4 美人課長二十八歳（1996年4月26日、ピンクパイナップル）
- のぞき屋稼業8 夢犯遊戯（1996年6月28日、ココナッツボーイ・プロジェクト）
- 強奸監禁団地（1996年10月4日、ピンクパイナップル）
- ザ・ストーカー2（1997年9月2日、ピンクパイナップル＝ケイエスエス販売）
- 人妻 青年狩り（1997年11月1日、ピンクパイナップル＝ケイエスエス販売）
- 誘い妻 仕組まれた密戯（1998年2月、エアフィールド）
- 愛欲温泉 美人仲居お尻でサービス（2001年3月2日、アドバピクチャーズ）

### イメージビデオ
- 激写 シンデレラ（1990年8月10日、笠倉出版）
- ジャンクション・ドール（1990年9月30日、オリーブ）
- セクシーTOPギャルズ（1990年11月、笠倉出版） - オムニバス
- 100人のマドンナPart3（1992年2月17日、笠倉出版） - オムニバス
- プチデビュー Vol.2（1992年11月21日、笠倉出版） - オムニバス
- ムーンライトIII（1992年、オリーブ） - オムニバス
- アイドル黄金伝説 スーパーコレクションIV（2003年9月26日、ブロードウェイ） - オムニバス

### 写真集
- 5 QueenS 激写15周年記念 GORO SPECIAL MOOK（1990年5月10日、小学館）
- ハートはまっ赤 - 沢田夏子・仁科いづみ・早坂恵美写真集（1991年1月、サン出版）
- 激写文庫 25 5 queens（1991年4月、小学館）
- 写真集 沢田夏子（1991年5月、スコラ）